# Bigyó felügyelő 2.
A Bigyó felügyelő 2. (eredeti cím: Inspector Gadget 2) egész estés amerikai film, amelyet Alex Zamm rendezett. A Walt Disney Pictures készítette, a Buena Vista Pictures forgalmazta. Amerikában 2003. március 11-én mutatták be a mozikban, Magyarországon pedig 2003-ban VHS-en és DVD-n adták ki.

## Szereplők
| Szereplő            | Színész / Eredeti hang | Magyar hang        |
| ------------------- | ---------------------- | ------------------ |
| Bigyó felügyelő     | French Stewart         | Józsa Imre         |
| B2                  | Elaine Hendrix         | Tóth Auguszta      |
| Penny               | Caitlin Wachs          | Bogdányi Titanilla |
| Dr. Kampó           | Tony Martin            | Harsányi Gábor     |
| McKibble            | John Batchelor         | Faragó András      |
| Quimby rendőrfőnök  | Mark Mitchell          | Melis Gábor        |
| Brick               | James Wardlaw          | Hajdu Steve        |
| Wilson polgármester | Sigrid Thornton        | Vándor Éva         |
| Baxter              | Bruce Spence           | R. Kárpáti Péter   |
| Mrs. Quimby         | Alethea McGrath        | Kassai Ilona       |
| Csapos              | Mungo McKay            | Betz István        |
| Bigyómobil (hang)   | D.L. Hughley           | Magyar Attila      |